# Pologne aux Jeux olympiques d'été de 1968
L'équipe de Pologne olympique a remporté 11 médailles (5 en or, 2 en argent, 11 en bronze) lors de ces Jeux olympiques d'été de 1968 à Mexico, se situant à la 5e place des nations au tableau des médailles.
L'athlète  Waldemar Baszanowski est le porte-drapeau d'une délégation polonaise comptant 177 sportifs (140 hommes et 37 femmes).

## Liste des médaillés polonais

### Médailles d'Or
| Sport              | Discipline                             | Sportifs                     | Performance |
| Médailles d'or : 5 |                                        |                              |             |
| Athlétisme         | 200 mètres (F)                         | Irena Szewińska-Kirszenstein | 22 s 5      |
| Boxe               | Light-Welterweight                     | Jerzy Kulej                  |             |
| Escrime            | Sabre individuel (H)                   | Jerzy Pawłowski              |             |
| Haltérophilie      | Lightweight                            | Waldemar Baszanowski         |             |
| Tir                | Mixed Rapid-Fire Pistol, 25 metres (H) | Józef Zapędzki               |             |

### Médailles d'Argent
| Sport                  | Discipline | Sportifs       | Performance |
| Médailles d'argent : 2 |            |                |             |
| Boxe                   | Flyweight  | Artur Olech    |             |
| Boxe                   | Lightweigh | Józef Grudzień |             |

### Médailles de Bronze
| Sport                    | Discipline                  | Sportifs | Performance |
| Médailles de bronze : 11 |                             | |             |
| Athlétisme               | 100 mètres (F)              | Irena Szewińska-Kirszenstein | 11 s 1      |
| Boxe                     | Light-Flyweight             | Hubert Skrzypczak |             |
| Boxe                     | Light-Heavyweight           | Stanisław Dragan |             |
| Cyclisme                 | 1,000 metres Time Trial (H) | Janusz Kierzkowski |             |
| Escrime                  | Fleuret par équipe (H)      | Zbigniew Skrudlik Witold Woyda Egon Franke Ryszard Parulski Adam Lisewski |             |
| Escrime                  | Épée par équipe (H)         | Bohdan Andrzejewski Michał Butkiewicz Bogdan Gonsior Henryk Nielaba Kazimierz Barburski |             |
| Haltérophilie            | Bantamweight                | Henryk Trębicki |             |
| Haltérophilie            | Lightweight                 | Marian Zieliński |             |
| Haltérophilie            | Light-Heavyweight           | Norbert Ozimek |             |
| Haltérophilie            | Middle-Heavyweight          | Marek Gołąb |             |
| Volleyball               | équipe (F)                  | Krystyna Czajkowska-Rawska Krystyna Jakubowska-Tabaka Krystyna Krupa-Malinowska Józefa Ledwig-Bęben Zofia Szczęśniewska-Bryszewska Elżbieta Porzec-Nowak Wanda Wiecha-Wano Lidia Chmielnicka Barbara Niemczyk Halina Aszkiełowicz Jadwiga Książek-Marko Krystyna Ostromęcka-Guryn |             |